# Heinrich Schütz
Heinrich Schütz (Köstritz, 1585. október 8. – Drezda, 1672. november 6.) az egyik legjelentősebb 17. századi német barokk zeneszerző.

## Élete
Köstritzben született patricius családban. Születése 1585. október 8-ra tehető, ám csak a keresztelő dátuma ismert. Nagybátyja a császár titkára volt. Halála után a Schütz család Weissenfelsbe költözött. A kasseli őrgróf magához vette az udvarba fiúénekesnek Schützöt. A marburgi egyetemen jogi tanulmányokba kezdett, majd a kasseli őrgróf ösztöndíjából Velencébe utazott zeneszerzést tanulni 1609-ben. Velencében a zenei élet vezető egyénisége Giovanni Gabrieli volt. Schütz is az ő tanítványa lett. 
Huszonnyolc éves korában tért vissza Weissenfelsbe, ahol házitanítói állást vállalt. Egyetemi tanulmányait Lipcsében folytatta, ezután Kasselben az udvar másodorgonistája. 1613-ban a kasseli őrgróf magával vitte egy ünnepségre Drezdába. Schütz szereplésével elnyerte II. János György választófejedelem tetszését, aki állást ajánlott neki. Ezután haláláig a fejedelem alkalmazottja volt.  Megújította Drezda zenei életét. 1619-ben megházasodott, házasságával megteremtette az anyagi biztonságát. 1627-ben került bemutatásra Dafne című operája, amely az első német nyelvű opera volt, de sajnos nem maradt fenn: zenéje egy tűzvészben elpusztult.
1628-ban ismét Velencébe utazott. A velencei zenei élet új vezetője Claudio Monteverdi volt, megszűnt az egyházzene egyeduralma, a színpadi zene vette át a vezető szerepet. Bár Monteverdi az opera első nagy mestere volt, Schützöt  elsősorban az egyházzenei művei érdekelték. Schütz ekkor komponálta a Symphoniae Sacrae első két kötetét. A lagúnák városát 1629-ben hagyta el.
Szászországban a harmincéves háború nagy pusztításokat vitt végbe az 1630-as években. Schütz egymás után vesztette el rokonait és barátait. A drezdai capella sorsa is rosszra fordult. A fizetések elmaradoztak, a zenészek és az énekesek közül sokan tovább álltak. 1633-ban Schütz szabadságot kért és a dán király udvarába utazott. Itt ekkoriban jelentős zenei élet folyt, John Dowland mellett dolgozhatott. Fontos ünnepségekre komponált Schütz, mint például a dán király Christian esküvőjére. 1635-ben tért vissza Drezdába, de 1637-ben ismét szabadságot kért a háborús viszonyok miatt, és visszautazott Dániába.
Hatvanadik életévét betöltve Schütz vágyott a nyugdíjazására, de kérvényeit sorra elutasították. Az állandó társadalmi intrikák, szakmai harcok, valamint az olasz és francia kultúra túlburjánzása nagyon elkedvetlenítette az idős Schützöt. Élete végéig harcolt a német zene háttérbe szorulása ellen.
Közben lezárult a nagy háború és a drezdai viszonyok is megjavultak. 1650-ben újra nagyszabású opera-balett előadásra került sor a szász udvarban, és a capella is ismét kiegészült zenészekkel. 1655-ben meghalt a választófejedelem és az új fejedelem végre engedélyezte Schütz visszavonulását. A mester nagy erőkkel komponált tovább, 1664-ben megírta a Karácsonyi oratóriumot, 1671-ben a Német Magnificatot. 
Utolsó éveiben szétosztotta vagyonát rokonai között, kéziratait a drezdai capellára hagyta. Testi bántalmak gyötörték, hallása is megromlott. 1672. november 6-án hunyt el Drezdában.

## Munkássága
Schütz elsősorban a vokális zene területén alkotott maradandót. Főleg egyház zenei kompozíciók szerzője, de akadnak világi témájú művei is. 1619-ben jelent meg nyomtatásban első jelentősebb műve a Die Psalmen Davids. A gyűjtemény darabjai Giovanni Gabrielli zsoltárkoncertjeinek a hatását mutatják, de a zsoltárok mellett Schütz feldolgozott egyéb bibliai és templomi szövegeket is. A megzenésítéseket a többszólamúság jellemzi. Schütz az előszóban is utal a stylo recitativóra, amely a Német-római Birodalom területén ebben a műben kerül először alkalmazásra. Lipcsei tanulmányai alatt zenésítette meg Cornelius Becker lipcsei professzor zsoltárait. A dallamok nagy része Schütz saját munkája. A zenét a korai protestantizmus koráldallamaihoz igazította. Egyházi koncertgyűjteménye a Symponiae sacrae három kötetben jelent meg, Monteverdinél folytatott tanulmányait követően. Az I. rész a Vulgátából, a többi a német bibliai és templomi énekekből veszi a szövegét.
1623-ban adta ki Feltámadás-históriáját. A megzenésítés alapja Lukács, Máté és János evangéliumából készült válogatás. A műben fellelhető a tudatos hagyományőrzés és a modernség egyaránt. A szereplők szinte mindig két szólamban szólalnak meg, jellemző, hogy a szerző a régi motetta technikát alkalmazza. Cantiones sacrae című latin nyelvű motetta gyűjteménye két évvel később született meg. A mű egyházi kamarazene liturgikus funkció nélkül. Az olasz madrigál hatása érezhető: a szóértelmezés formaalkotó, a dallamot, a harmóniát és a szólamszerkesztést meghatározó erő. Másik jelentős oratóriuma a Die sieben Worte Jesu Christi. A mű szólistákra és ötszólamú kórusra íródott zenekari kísérettel, és a meditatív stílusjegyeket állítja előtérbe. A művet 1855-ben fedezte fel Otto Kade, és ezzel vette kezdetét a 19. századi Schütz-reneszánsz. A szerző oratóriumai között megtaláljuk Lukács, Máté és János evangéliumának a megzenésítését is, passió formában.
Schütz a német opera atyjának is tekinthető, mivel ő komponálta a Daphnét, a legrégebbi ismert német operát. Sajnos a darabnak csak a szövegkönyve maradt az utókorra. Ennek alapja Rinuccini pastoráldrámája, amelyet Itáliában többek között Jacopo Peri is megzenésített. Schütz szövegkönyvírója az elbeszélő jellegű szöveget erősen dramatizálva készítette el a német librettót.

## Művei
- Oratóriumok:
  - Húsvéti történet, 1623
  - Die sieben Worte Jesu Christi am Kreuz, 1645 körül
  - Lukács-passió, 1653
  - Máté-passió, 1665
  - János-passió, 1666
  - Karácsonyi történet, 1664
- Madrigálok, motetták:
  - Il primo libro de madrigali, 1611
  - Geistliche Chor-Musik, 1648
- Egyházzene:
  - Psalmen Davids (1. kötet), 1619
  - Cantiones sacrae, 1625
  - Psalmen Davids (2. kötet), 1628
  - Symphoniae sacrae (1. kötet), 1629
  - Musikalische Exequien, 1636
  - Kleine geistliche Konzerte (1. könyv), 1636
  - Symphoniae sacrae (2. könyv), 1647
  - Geistliche Chor-Music, 1648
  - Symphoniae sacrae (3. kötet), 1650
  - Zwölf geistliche Gesänge, 1657
  - Psalmen Davids (a 2. könyv átdolgozása), 1661
  -  Magnificat